# Ahmed Hammoudan
Ahmed Hamoudan, né le 12 juillet 1991 à Chefchaouen, est un footballeur marocain évoluant au poste de milieu offensif aux FAR de Rabat en première division marocaine. Le joueur fut considéré comme l'un des plus grands espoir du championnat marocain entre 2015 et 2018.

## Biographie

### En club
Le 24 septembre 2016, il inscrit avec le club de l'Ittihad Tanger un doublé en Botola, contre le club de Kasbat Tadla. Il est prêté pour plusieurs saisons dans les pays du golfe, notamment à Al-Raed, Al-Khor SC, Al-Sailiya SC et l'Umm Salal SC avant de faire son retour à Tanger en 2021.
Le 20 juillet 2022, il quitte définitivement l'Ittihad Tanger et s'engage pour deux saisons aux FAR de Rabat.

### En sélection
Le 25 mars 2017, il est convoqué par Hervé Renard pour disputer un match amical face à la Tunisie avec l'équipe première du Maroc.

## Palmarès

### En club
Ittihad de Tanger
- Championnat du Maroc
  - Champion en 2018

 AS FAR
- Championnat du Maroc
  - Champion en 2023

 Al-Sailiya Sports Club
- Coupe des Étoiles du Qatar
  - Champion en 2021